# (5556) 1988 AL
1988 أي أل (ويعرف أيضًا باسم (5556) 1988 أي أل وفق تسمية الكوكب الصغير) (بالإنجليزية: 1988 AL)‏ هو كويكب ضمن حزام الكويكبات؛ وترتيبه 5556 من حيث الاكتشاف.
اكتُشف هذا الجُرم الفلكي بواسطة هيروشي كانيدا في 15 يناير 1988.

## وصلات خارجية
- (5556) 1988 AL في قاعدة بيانات مختبر الدفع النفاث لأجرام النظام الشمسي الصغيرة

- الاكتشاف · مخطط المدار ·  العناصر المدارية · المعلمات المادية

- (5556) 1988 AL على موقع ويكي سكاي: DSS2, SDSS, GALEX, IRAS, Hydrogen α, X-Ray, Astrophoto, Sky Map, Articles and images